# 彼得里夫卡 (普里布日扎市鎮)
47°50′1″N 31°2′43″E / 47.83361°N 31.04528°E
彼得里夫卡（烏克蘭語：Петрівка）是烏克蘭南部的村莊，由尼古拉耶夫州沃茲涅先斯克區的普里布日扎市鎮負責管轄。該村面積0.53平方公里，海拔高度80米，2001年人口115，人口密度每平方公里215.8人。